# Phasia pomeroyi
Phasia pomeroyi är en tvåvingeart som först beskrevs av Villeneuve 1923.  Phasia pomeroyi ingår i släktet Phasia och familjen parasitflugor. Inga underarter finns listade i Catalogue of Life.